# Háromlyukú-zsomboly
A Háromlyukú-zsomboly Magyarország megkülönböztetetten védett barlangjai között van. A Duna–Ipoly Nemzeti Parkban lévő Pilis hegységben található. Turista útikalauzokban is be van mutatva.

## Leírás
A zsomboly Csobánka szélén, a Hosszú-hegy DK-i felén, a gerinctől DNy-i irányban található. Karsztbokorerdős területen nyílik három bejárata. Megközelíthető Csobánkáról a zöld sáv jelzésű turistaúton.
Függőleges jellegű barlang, tipikus felszakadt zsomboly. Felső triász dachsteini mészkőben alakult ki. Legészakibb bejárata a legjobb állagú, a következő már sokkal mállékonyabb kőzetben alakult ki. Mindegyik bejárata egy függőleges aknába nyílik. Ennek falán csőszerű oldásnyomok figyelhetők meg. Az akna aljából indul a Medve-ág, amit az itt talált csontmaradványok alapján neveztek el. Formajegyei és ásványkiválásai alapján a primer üreg hidrotermális eredetű. A lezárt bejáratú barlang csak engedéllyel és kötéltechnikai eszközök alkalmazásával látogatható.
Előfordul a barlang az irodalmában Háromlyuku-barlang (Gazdag 1990), Hosszu-hegyi-barlang (Bertalan, Schőnviszky 1973–1974), Hosszuhegyi barlang (Kadić 1952), Hosszuhegyi Háromlyuku-barlang (Schőnviszky 1964), Hosszuhegyi-zsomboly (MKBT Meghívó 1976), Hosszú-hegyi I. barlang (Kordos 1984), Hosszú-hegyi II. barlang (Kordos 1984), Hosszú-hegyi-barlang (Kordos 1984), Hosszúhegyi barlang (Schőnviszky 1937), Hosszúhegyi Háromlikú-zsomboly (Tamasi 1998), Hosszúhegyi Háromlyukú-barlang (Takácsné 1990), Hosszúhegyi-zsomboly (Bertalan 1976) és Hosszúhegyi zsomboly (Jakucs, Kessler 1962) neveken is. 1967-ben volt először Háromlyukú-zsombolynak nevezve a barlang az irodalmában. A háromlyukú nevet azért kapta, mert három bejárata van.

## Kutatástörténet
Wissinger Károly 1875 júniusában tudta meg, hogy van a Pilisben egy még nem átvizsgált barlang, amely Litvay úr birtokán, Pilisszántó közelében, a településtől északkeletre, a Hosszú-hegynek majdnem a közepén helyezkedik el. A lyuk merőleges volt és ezért nem mert bemászni senki. Wissinger Károly Eisdorfer úr kíséretében látogatta meg. Három méter hosszú és egy méter széles bejárata faágakkal volt befedve, hogy az arra járó juhok és más állatok ne hulljanak be. A faágakat eltávolították és láthatóvá vált egy körülbelül merőlegesen kialakult akna. Az aknába követ dobtak és a kő gurulása hamar megszűnt. Emiatt arra következtettek, hogy az akna után, nem mélyen egy lejtő van, melyen megállhatott a bedobott kő. A barlang megvizsgálásához szükséges eszközökkel ellátott Wissinger Károly fához rögzítette kötelüket, 22 méter mélyre ereszkedett és megállt.
Eisdorfer is leereszkedett és néhány perc múlva ketten álltak az agyaggal bevont nagy mészkősziklákon, amelyek a lejtő alapjai voltak. Mivel a természetes akna nyugatra fordul, ezért a napfényt csak kissé lehetett látni. Az akna alján egy terem van, amelyben sok hófehér függőcseppkő és sok kissé sárgás színű függőcseppkő fordul elő, amelyek közül némelyik eléri az 50 centiméteres hosszt. Ezek közül nagyon érdekesek a papírvékony falú, 15 centiméter hosszú sztalaktitcsövek, melyek vízzel vannak tele és ezért jól mutatják a képződmények kialakulását. Állócseppkövek is vannak benne és több helyen, ahol a vízszintes hasadékok engedték, összenőttek és 25 centiméter magas oszlopokat alkotnak. Ebből a körülbelül hat méter magas teremből három irányba van kitágulás, melyek közül a leghosszabb északnyugat felé, lefelé enyhén lejt és körülbelül öt méter hosszú. Körülbelül az 5. méternél összeszűkül és vége lesz.
Délnyugat felé egy négy méter hosszú és felfelé tartó mellékág van, amely szintén járhatatlanul elkeskenyedik. A harmadik, északra lévő ág a terem kitüremkedésének tekinthető. 1875-ben jelent meg a Földtani Közlönyben első leírása, alaprajzi térképe és hosszmetszet térképe. A tanulmány szerint az odvas barlangok csoportjába tartozik és dachsteini mészkőben jött létre. A barlang 11 °C hőmérsékletű, mely hőmérséklet valószínűleg állandó, mert két órán át tartó bennlétük alatt a hőmérséklet nem változott. A függőcseppkövekről lógó és időnként leeső vízcseppektől eltekintve száraz a barlang, melyből következik, hogy sok repedés van a járattalpon, melyeken keresztül esőkor a sok befolyó víz eltávozhat. A barlang alakja miatt nem remélték, hogy ősállatok csontjai vannak benne, mely megállapítás sokáig tartó keresés után bebizonyosodott. A délnyugati mellékág végén egy fiatal róka koponyáját és néhány törzscsontját, néhány végtagcsontját találta meg Wissinger Károly. A róka valószínűleg véletlenül esett a barlangba, ahonnan nem tudott kijutni. A felfedezés miatt eggyel több pilisi barlang lett.

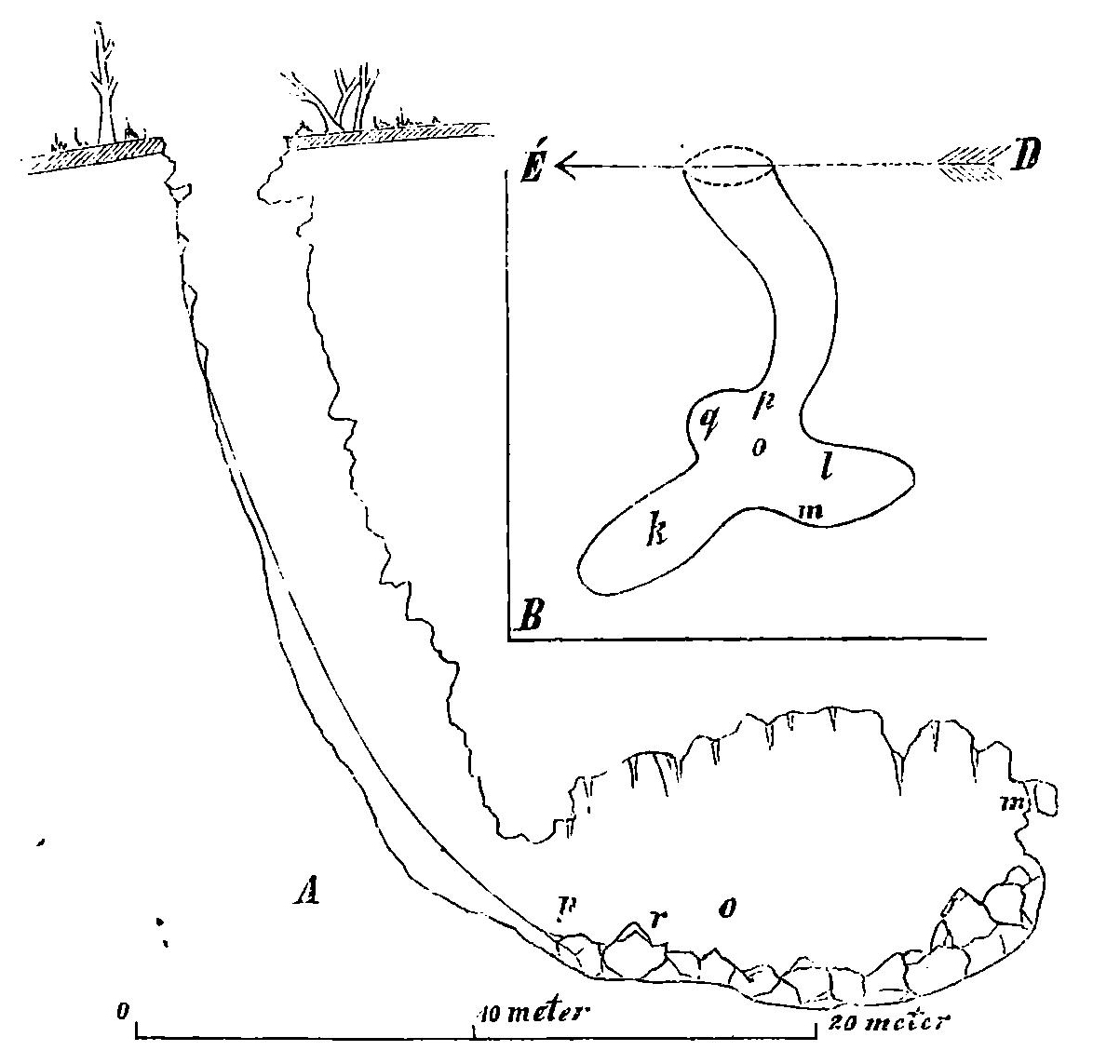
A Háromlyukú-zsomboly 1875-ben publikált térképei

Schafarzik Ferenc az 1884. évi Földtani Közlönyben megemlítette, hogy Wissinger Károly ismertette a Pilisszántó melletti Hosszú-hegyen felfedezett barlangot az 1875. évi Földtani Közlönyben. Az 1900-ban napvilágot látott, Budapest környéke című könyvben, Wissinger Károly dolgozatának információit átvéve van ismertetve a barlang. A Turisták Lapja 1937. évi évfolyamában kiadott, Schőnviszky László által írt összefoglalásban az olvasható, hogy Pilisszántó határában van a Hosszúhegyi barlang. Wissinger Károly ismertetése alapján a 22 m mély zsombolyszerű bejárat egy kis terembe vezetett, amelyből még két másik kis oldaljárat nyílt. A barlangban sok cseppkőképződést észlelt. A régi leírás alapján a barlangot eddig még nem sikerült megtalálni. Az 1948. évi Hidrológiai Közlönyben publikálva lett, hogy a Hosszú-hegy kiemelkedésével alábbszállt a Hosszú-hegyben a karsztvízszint és megszűnt a működése a Ziribári-, Hosszúhegyi-, Pilisszántói- és Szurdokvölgyi-barlangok forrássorozatának.
Az 1953. évi Földrajzi Értesítőben publikált tanulmányban az van írva, hogy Pilisszántótól északkeletre, a homokkőbányák felett, ahol a dachsteini mészkő kezdődik, a Hosszú-hegynek majdnem a derekán egy három méter hosszú és alig egy méter széles lyuk jelezte azt a barlangot, amelyet 1875-ben Koch Antal írt le és amely azóta elveszett. Állítólag 22 méterre vezetett le függőleges aknája, majd nyugat felé kanyarodott. A leírt helyen, a pilisszántói mészégetők felett, ahol a homokkőfedő is részben megvan nincs barlangbejárat. Ez a pilisszántói ismeretlen barlang, helyzete miatt valószínűleg forrásbarlang volt és akkor működött, amikor még nem volt annyira kiemelkedve a Hosszú-hegy tömbje és a barlang bejáratánál völgyfenék és erózióbázis volt.
Az 1962-ben megjelent, A barlangok világa című könyv szerint a Hosszúhegyi zsomboly a Hosszú-hegy közepén, néhány méterrel a főgerinc alatt, a déli oldalon nyílik. Néhány méter széles aknabarlang, amelynek alja eltömődött. Az Óbudai Szeszgyár Kinizsi SK Barlangkutató Csoportja 1963-ban feltáró munkát végzett a Pilis hegységben lévő Háromlyukú-zsombolyban.

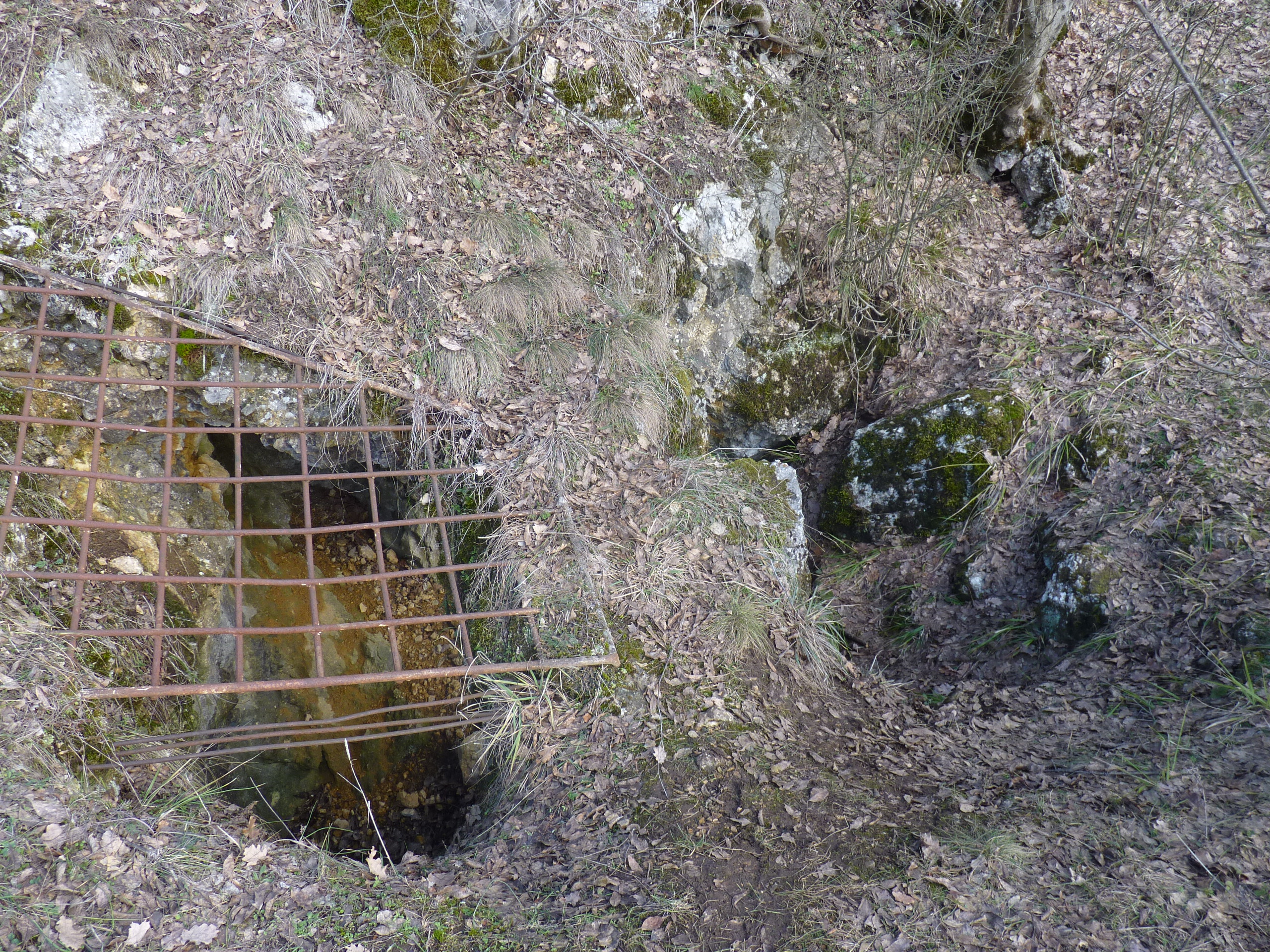
A Háromlyukú-zsomboly egyik bejárata

Az 1967-ben napvilágot látott, Pilis útikalauz című könyvben az jelent meg, hogy a Hosszú-hegyi-zsombolytól a gerincösvényen továbbhaladva, a zöld jelzés mentén, a 26. számú erdészeti határpontnál nagyon szép kilátóhely van. Itt a sziklafal alatt 30 m-re hévizes keletkezésű kis barlang van. A barlangtól DK-re kb. 200 m-re helyezkednek el a Háromlyukú-zsomboly nyílásai. Mindkét barlangban a közelmúltban hirtelen elhunyt Szitár Ferenc természetbarát barlangkutató feltáró munkát végzett. A Háromlyukú-zsomboly feltárását a Pedagógus SE barlangkutatói végzik, akik 1966 nyaráig 15 méter mélységig jutottak, ahol kezdődik egy eltömődött oldaljárat. További kutatásra biztat az omladék mellett észlelhető huzat. 1968-ban az FTSK Barlangkutató Szakosztály kezdte el kutatni. Több mint két évtizedig folytatták feltárását és kutatását.
1974-ben a Ferencvárosi Természetbarát Sportkör Barlangkutató Szakosztálya készítette el a barlang térképét. Az 1974-ben megjelent, Pilis útikalauz című könyvben, a Pilis hegység és a Visegrádi-hegység barlangjainak jegyzékében (19–20. old.) meg van említve, hogy a Pilis hegység és a Visegrádi-hegység barlangjai között van a Háromlyukú-zsomboly. A Pilis hegység barlangjait leíró rész szerint a Háromlyukú-zsombolyban a kutatók 15 m mélyre jutottak, ahol egy eltömődött oldaljárat indul. Az omladék mellett észlelhető huzat további kutatásra biztat. Az 1975. évi MKBT Beszámolóban kiadott, Jánossy Dénes által írt jelentésben meg van említve, hogy 1975-ben gerinces őslénytani anyag gyűjtése történt a Hosszu-hegyi-zsombolyban.

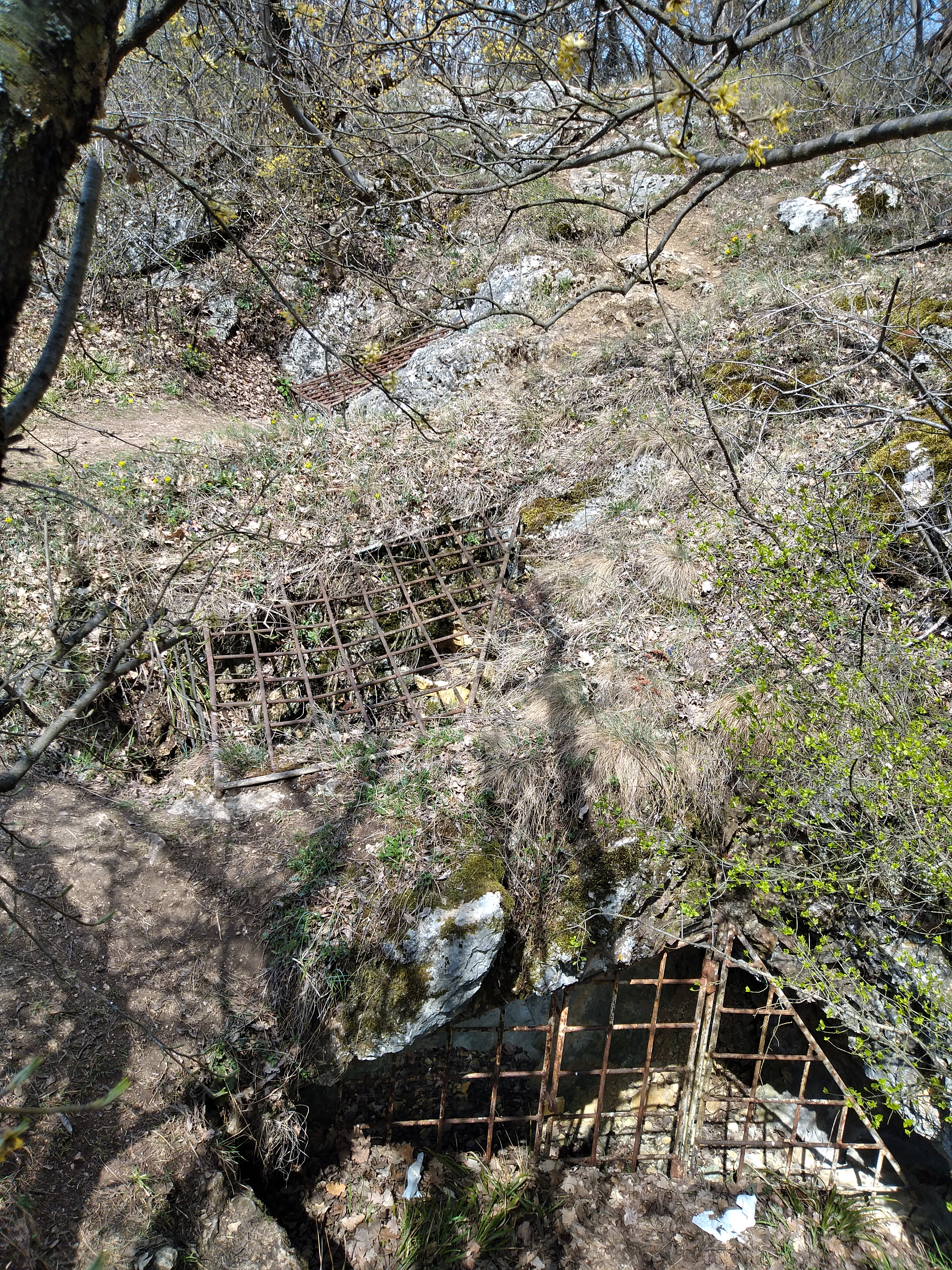
A Háromlyukú-zsomboly mindhárom bejárata

1976-ban vált országos jelentőségű barlanggá a 4800-as (Pilis hegység) barlangkataszteri területen lévő Hosszuhegyi-zsomboly. Az 1976. évi MKBT Meghívó szerint 1976-ban az FTSK Barlangkutató Szakosztálynak volt kutatási engedélye a Pilisben lévő Hosszuhegyi-zsomboly és barlang kutatásához. Az 1976. évi MKBT Beszámolóban kiadott, Jánossy Dénes által írt jelentésben meg van említve, hogy 1976-ban jelentős őslénytani gyűjtés történt a Hosszuhegyi zsombolyban az FTSK csoport (Máté József) közreműködésével. A Bertalan Károly és Schőnviszky László által összeállított, 1976-ban megjelent Magyar barlangtani bibliográfia barlangnévmutatójában meg van említve a Pilis hegységben lévő barlang Hosszu-hegyi-barlang néven és azzal a megjegyzéssel, hogy a barlang jelenleg nem ismert. A barlangnévmutatóban meg van említve 1 irodalmi mű, amely foglalkozik a barlanggal.
Az 1976. évi MKBT Beszámolóban kiadott, Kordos László által írt jelentésben szó van arról, hogy 1976-ban a hosszú-hegyi Három-lyuku-zsombolyból az FTSK csoportjával együttműködve hétvégi és kutatótábori munkával nagy mennyiségű és szakmailag fontos leletanyag került elő. A zsombolyt évek óta az FTSK Máté József által vezetett csoportja kutatja. 1975-ben a csoport segítségével 6 rétegben kb. 600 kg minta lett felszínre szállítva, amely nagyon jelentős és rendkívül gazdag gerinces faunát tartalmazott. A rétegsor a holocén klímaoptimuma és az azt követő 1–2 ezer évre datálható. 1976-ban folytatta a barlang feltárását a csoport, és ezzel párhuzamosan rétegenként (6. és 7. réteg) új csontanyagot gyűjtöttek a csoporttagok. Még néhány évet igénybe fog venni a lelőhely anyagának teljes feldolgozása.
A Bertalan Károly által írt, 1976-ban befejezett kéziratban az olvasható, hogy a Pilis hegységben, a Pilis-vonulatban elhelyezkedő Háromlyukú-zsomboly másik neve Hosszúhegyi-zsomboly. Csobánkán, a Hosszú-hegy gerincének DNy-i peremén, a Szitár-féle hévizes barlangtól DK-re 200 m-re, a 26-os erdészeti határponttól, amely egy kilátópont is, DK-re 200 m-re helyezkedik el. 15 m mély zsomboly, eltömődött oldaljárattal. A kézirat barlangra vonatkozó része 1 publikáció alapján lett írva. A Hosszúhegyi barlang a Pilis hegységben, a Pilis-vonulatban, Pilisszántón helyezkedik el. A településtől ÉK-re, a Hosszú-hegynek majdnem a derekán nyílik zsombolyszerű bejárattal. 12 m hosszú és 22 m mély. Forrás-aknabarlang, talpán teremmel. A Martini kőfejtő meddőhányója állítólag elfedte. A kézirat barlangra vonatkozó része 2 publikáció alapján lett írva.
Az 1977. évi MKBT Beszámolóban napvilágot látott, Jánossy Dénes által írt jelentésben meg van említve, hogy a Hosszu-hegyi-zsombolyban 1977 augusztusában az FTSK Máté József vezette csoportjának segítségével történt az óholocén rétegsor további feltárása. Az 1983. évi Karszt és Barlangban van egy olyan ábra, amelyen a Pilis hegység Pilis hegytől Dunáig terjedő részének hossz-szelvénye látható. A rajzon megfigyelhető a terület jelentős barlangjainak földrajzi elhelyezkedése és az, hogy a barlangok mekkora tszf. magasságban helyezkednek el. Az ábrán szerepel a 440 m tszf. magasságban elhelyezkedő Hosszú-hegyi-zsomboly. A barlang 16 m hosszú és 25 m mély.

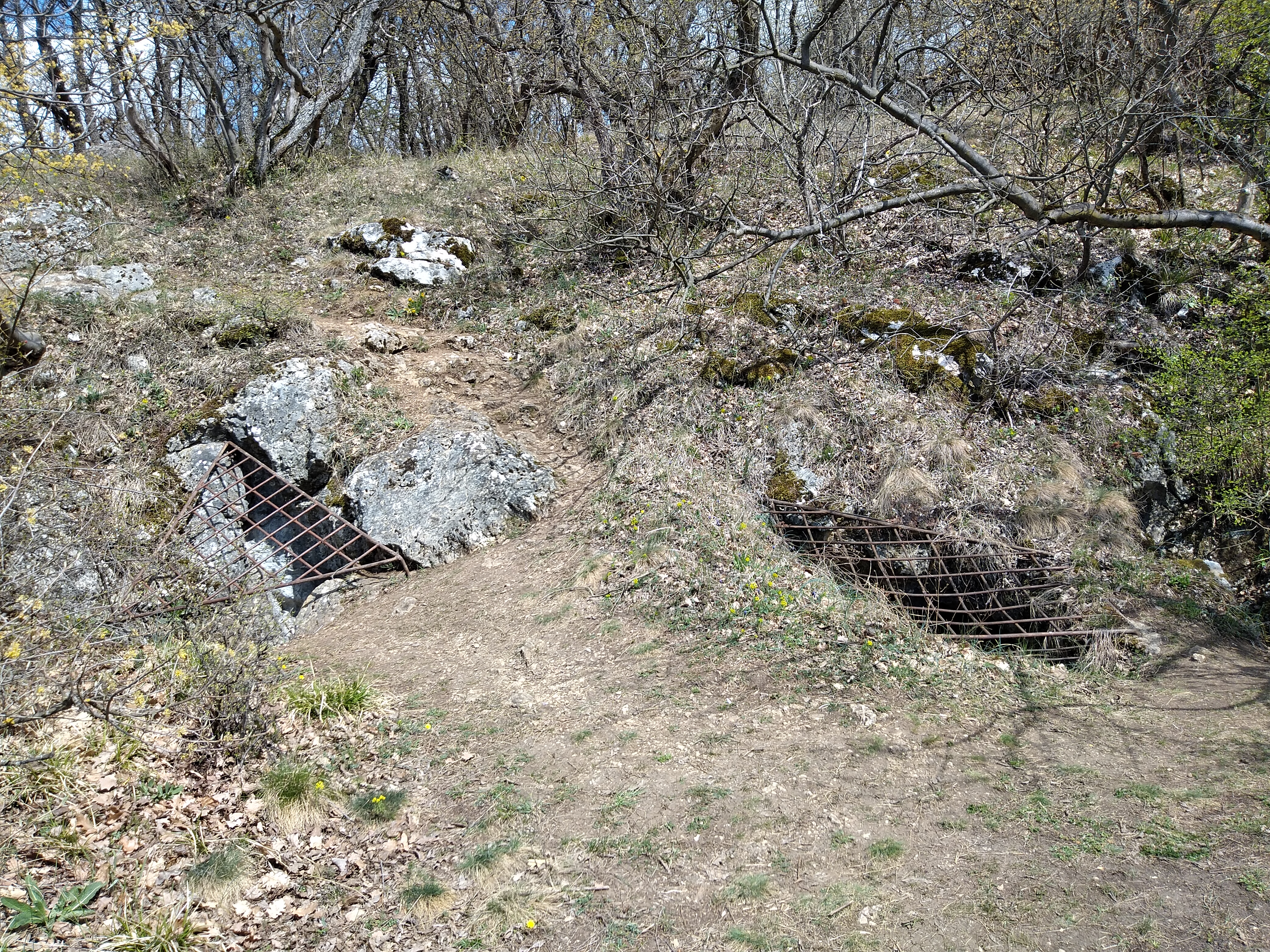
A Háromlyukú-zsomboly két bejárata

Az 1984-ben megjelent, Magyarország barlangjai című könyv országos barlanglistájában szerepel a Pilis hegység barlangjai között a Hosszú-hegyi-zsomboly név, amelynek a Hosszú-hegyi I. barlang és Háromlyukú-zsomboly nevek a névváltozatai. A listához kapcsolódóan látható a Dunazug-hegység barlangjainak földrajzi elhelyezkedését bemutató 1:500 000-es méretarányú térképen a barlang földrajzi elhelyezkedése. A Hosszú-hegyi-barlang nevű barlangnak Hosszú-hegyi II. barlang a névváltozata. 1985-ben az FTSK Barlangkutató Szakosztály barlangkutatói felmérték az üregrendszert. Az 1986. évi Karszt és Barlangban megjelent bibliográfia regionális bibliográfia részében szerepel a barlang Hosszú-hegyi-zsomboly néven. Az összeállítás szerint a Karszt és Barlangban publikált írások közül 1 foglalkozik a barlanggal.
1989-ben a szakosztály folytatta a Medvés-ág bontását. 1990-ben a szakosztálynak volt kutatási engedélye a barlang kutatásához. Az 1991. évi Földrajzi Közleményekben publikált, Hevesi Attila által írt tanulmányban szó van arról, hogy mivel a Pilis hegység sasbércvonulatai magasra emelkednek környezetükhöz viszonyítva, ezért hátaikon néhány zsomboly (pl. a Hosszú-hegyi-zsomboly), tetőik közelében, homlokfalaikon pedig sok régi forrásbarlang található. Az 1991-ben napvilágot látott, A Pilis és a Visegrádi-hegység című útikalauzban meg van ismételve a Háromlyukú-zsombolynak az 1974-ben kiadott útikalauzban lévő leírása. A Kárpát József által 1991-ben írt kéziratban meg van említve, hogy 35 m hosszú és 25 m mély a csobánkai Háromlyukú-zsomboly. A Pilis hegység 10. legmélyebb barlangja.

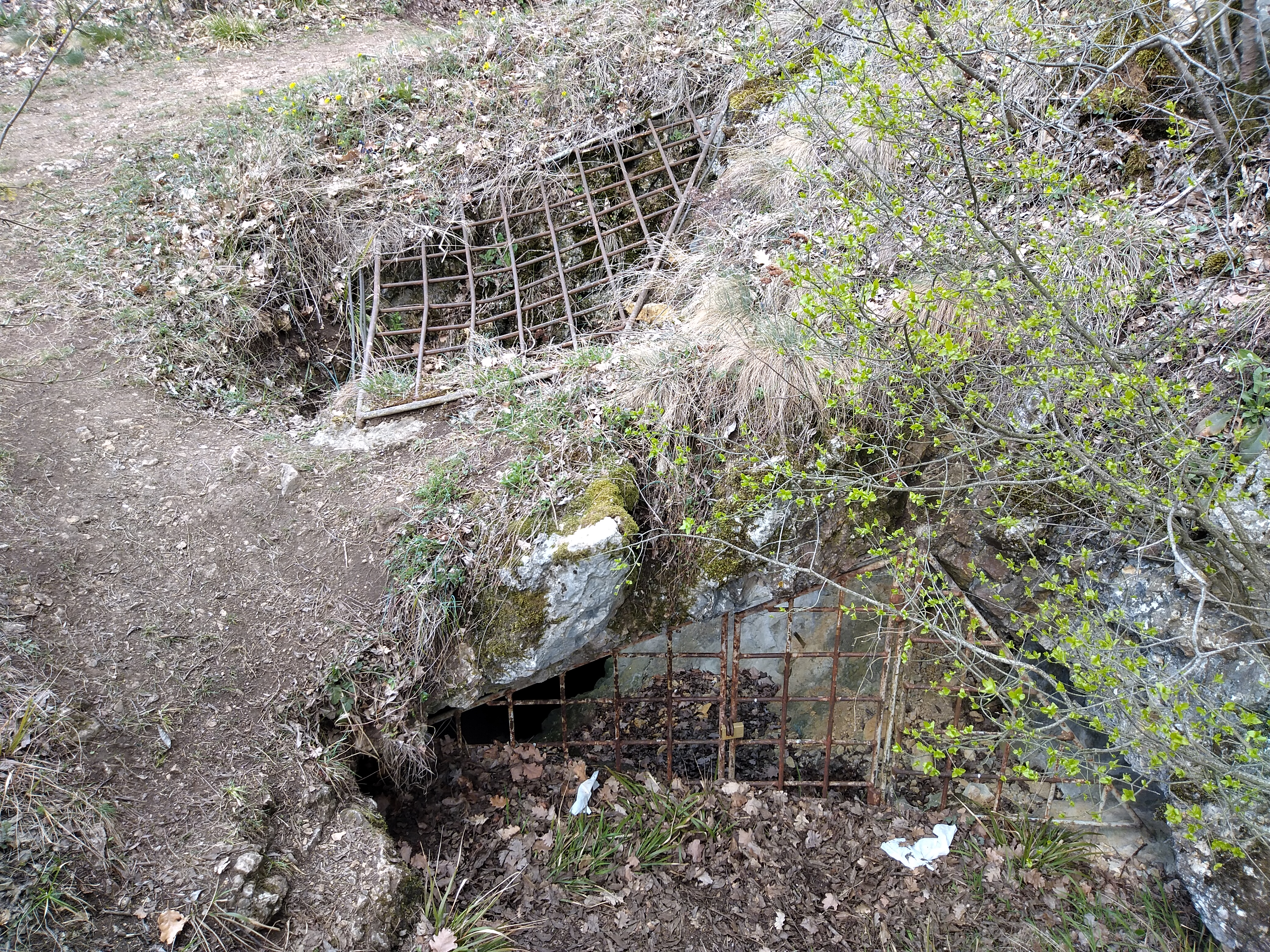
A Háromlyukú-zsomboly két bejárata

1997. október 12-én, vagy 1997. október 26-án a Bekey Imre Gábor Barlangkutató Csoport a nagyakna falán elszórtan kilenc kis patkósdenevért, a kuszoda végén egy nagy termetű simaorrú denevért figyelt meg.  A 2000. évi Karsztfejlődésben meg van említve, hogy a Hosszúhegyi 3 lyukú barlang bejárati aknája zsomboly jellegű, amely a freatikus üregszakaszokra utólag nyílt rá. A tanulmányban van egy ábra, amelyen látható a Pilis hegységben található néhány barlang és édesvízi mészkő előfordulás földrajzi elhelyezkedése. Az ábrán megfigyelhető, hogy a Háromlyukú-zsomboly (a rajzon 3 lyuku a neve) mekkora függőleges kiterjedésű és mekkora tszf. magasságban helyezkedik el.
A 2005-ben kiadott, Magyar hegyisport és turista enciklopédia című kiadványban önálló szócikke van a barlangnak. A szócikk szerint a Pilis hegységben, a Pilisszántó felett húzódó Pilis hegy vonulatának oldalában van az aknabarlang zsombolyszerű bejárata. A Wissinger Károly által 1875-ben leírt, 22 m mély Hosszú-hegyi-barlang már nem járható, mert helye ismeretlen, valószínűleg a Martini kőfejtő meddőhányója alatt van. A Duna–Ipoly Nemzeti Park Igazgatóság működési területén, a Pilis hegységben elhelyezkedő és 4830/4 kataszteri számú Háromlyukú-zsomboly, 2006. február 28-tól, a környezetvédelmi és vízügyi miniszter 8/2006. KvVM utasítása szerint, megkülönböztetett védelmet igénylő barlang.
Az MKBT Tájékoztató 2011. november–decemberi füzetében meg van említve, hogy intenzív, alulról áramló légmozgás észlelhető a Szurdok-völgyi 2. sz. víznyelő alsó járataiban. A jelenségből egy nagy méretű, a Pilis hegy felől jövő, még feltáratlan patakos ágra lehet következtetni, vagy arra, hogy a Szurdok-völgyi 2. sz. víznyelő összefügg azokkal a hévizes tevékenységgel keletkezett, légteres barlangjáratokkal, amelyek a Hosszú-hegy felső részén találhatók. A Duna–Ipoly Nemzeti Park Igazgatóság működési területén lévő és 4830-4 kataszteri számú Háromlyukú-zsomboly, 2012. február 25-től, a vidékfejlesztési miniszter 4/2012. (II. 24.) VM utasítása szerint, megkülönböztetetten védett barlang.